# Simón de Camargo
Simón de Camargo (Burgos, Ca. 1415 - Burgos, 13 de marzo de 1477) fue religioso de la Orden de la Santísima Trinidad, en la que ocupó los oficios de ministro provincial de Castilla, vicario general vitalicio en Castilla, Aragón y Portugal, redentor general, capellán de Juan II de Castilla, Enrique IV de Castilla y los Reyes Católicos. En quince años realizó más de veinte redenciones.

## Redentor de Cautivos

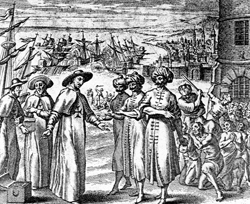
Redención de Cautivos en Argel